# Pavol Regenda
Pavol Regenda, född 7 december 1999, är en slovakisk professionell ishockeyforward som spelar för San Jose Sharks i National Hockey League (NHL).
Han har tidigare spelat för HK Dukla Michalovce i Extraliga och Kiekko-Vantaa i Mestis. Anaheim Ducks i National Hockey League (NHL).
Regenda blev aldrig NHL-draftad.

## Statistik
| 2017–2018             | Linköping HC J20      | J20 Super Elit        | 44 | 7  | 3  | 10 | 24  | 1  | 0 | 0 | 0  | 0  |
| 2018–2019             | Växjö Lakers HC J20   | J20 Super Elit        | 42 | 11 | 16 | 27 | 18  | 2  | 0 | 1 | 1  | 2  |
| 2019–2020             | Kiekko-Vantaa         | Mestis                | 1  | 0  | 1  | 1  | 0   | —  | — | — | —  | —  |
| 2020–2021             | HK Dukla Michalovce   | Extraliga             | 50 | 11 | 14 | 25 | 64  | 12 | 4 | 3 | 7  | 2  |
| 2021–2022             | HK Dukla Michalovce   | Extraliga             | 43 | 15 | 24 | 39 | 55  | 6  | 5 | 1 | 6  | 8  |
| 2022–2023             | Anaheim Ducks         | NHL                   | 1  | 0  | 0  | 0  | 0   | —  | — | — | —  | —  |
| NHL totalt            | NHL totalt            | NHL totalt            | 1  | 0  | 0  | 0  | 0   | —  | — | — | —  | —  |
| Extraliga totalt      | Extraliga totalt      | Extraliga totalt      | 93 | 26 | 38 | 64 | 119 | 18 | 9 | 4 | 13 | 10 |
| J20 Super Elit totalt | J20 Super Elit totalt | J20 Super Elit totalt | 86 | 18 | 19 | 37 | 42  | 3  | 0 | 1 | 1  | 2  |

### Internationellt
| Källa: Uppdaterad: 2022-10-13 | Källa: Uppdaterad: 2022-10-13 | Källa: Uppdaterad: 2022-10-13 |         | Utv = Utvisningsminuter | Utv = Utvisningsminuter | Utv = Utvisningsminuter | Utv = Utvisningsminuter | Utv = Utvisningsminuter |
| År                            | Lag                           | Mästerskap                    | Matcher | Mål                     | Assists                 | Poäng                   | Utv                     |                         |
| ----------------------------- | ----------------------------- | ----------------------------- | ------- | ----------------------- | ----------------------- | ----------------------- | ----------------------- | ----------------------- |
| 2018                          | Slovakien                     | U18-VM                        | 5       | 0                       | 1                       | 1                       | 0                       |                         |
| 2018                          | Slovakien                     | JVM                           | 5       | 1                       | 2                       | 3                       | 0                       |                         |
| 2022                          | Slovakien                     | OS                            | 7       | 1                       | 3                       | 4                       | 6                       |                         |
| 2022                          | Slovakien                     | VM                            | 8       | 5                       | 1                       | 6                       | 4                       |                         |
| Junior totalt                 | Junior totalt                 | Junior totalt                 | 13      | 1                       | 3                       | 4                       | 2                       |                         |
| Senior totalt                 | Senior totalt                 | Senior totalt                 | 15      | 6                       | 4                       | 10                      | 8                       |                         |